# Tipula klagesi
Tipula klagesi är en tvåvingeart som beskrevs av Alexander 1945. Tipula klagesi ingår i släktet Tipula och familjen storharkrankar. Inga underarter finns listade i Catalogue of Life.